# Cornelis Spil
Cornelis Spil (Berkhout, 1808/1809 - 1862) was een Nederlandse boer en burgemeester.
Spil had een boerenbedrijf in Wogmeer en behoorde tot de aanzienlijken in zijn omgeving. Rond 1850 vervulde hij enkele jaren het burgemeesterschap van de gemeente Obdam.
Spil deed in 1848 voor een bedrag van 2200 gulden vier stukken land met een agrarische bestemming ter grootte van ruim zeven bunder van de hand. Koper Jacob Swerver was opzichter bij de Rijksdomeinen.